# João Nepomuceno Manfredo Leite
João Nepomuceno Manfredo Leite (Desterro, 16 de maio de 1876 — São Paulo, 19 de março de 1969) foi um padre e político brasileiro.

## Biografia
Filho de Higino Honorato Leite e de Leonarda Gaya Leite.
Foi ordenado no Rio de Janeiro, em 25 de março de 1897.
Foi deputado à Congresso Representativo de Santa Catarina na 6ª legislatura (1907 — 1909).
Foi administrador da Basílica de Nossa Senhora Aparecida.
Foi fundador da cadeira 6 na Academia Catarinense de Letras, da qual é patrono Duarte Mendes de Sampaio. E fundador da cadeira 23 na Academia Paulista de Letras, da qual é patrono Monsenhor Manuel Vicente Montepoliciano da Silva. 

## Obras
- Seara (1922)
- Duas Almas (1923)
- Saudade (1924)